# Saito Toshihide
Saito Toshihide (sinh ngày 20 tháng 4 năm 1973) là một cầu thủ bóng đá người Nhật Bản.

## Đội tuyển bóng đá quốc gia Nhật Bản
Saito Toshihide thi đấu cho đội tuyển bóng đá quốc gia Nhật Bản từ năm 1996 đến 1999.

## Thống kê sự nghiệp
| Đội tuyển bóng đá Nhật Bản | Đội tuyển bóng đá Nhật Bản | Đội tuyển bóng đá Nhật Bản |
| Năm                        | Trận                       | Bàn                        |
| -------------------------- | -------------------------- | -------------------------- |
| 1996                       | 2                          | 0                          |
| 1997                       | 7                          | 0                          |
| 1998                       | 4                          | 0                          |
| 1999                       | 4                          | 0                          |
| Tổng cộng                  | 17                         | 0                          |